# Laura Bispuri
Laura Bispuri (Roma, 20 de agosto de 1977) es una cineasta italiana.

## Biografía
Tras graduarse en producción cinematográfica en la Universidad de Roma La Sapienza, Bispuri ingresó en la Fandango Lab Workshop, una escuela de cine en la capital italiana. Luego de dirigir un documental titulado Via del Pigneto en 2003, hizo su debut en ficción con el cortometraje Passing Time en 2010, por el que ganó el premio David di Donatello en la categoría de mejor cortometraje.
Su ópera prima, Vergine giurata, fue presentada en la edición número 65 del Festival Internacional de Cine de Berlín. Su segundo largometraje, Figlia mia, también hizo parte de la selección oficial del mencionado festival en su edición número 68.

## Filmografía

### Largometrajes
- Vergine giurata (2015)
- Figlia mia (2018)

### Cortometrajes
- Passing Time (2010)
- Salve regina (2010)
- Biondina (2011)